# Eleusis zur Verschwiegenheit
Die Johannisloge Eleusis zur Verschwiegenheit ist eine humanitäre (also religiös neutrale) Freimaurerloge in Bayreuth und gehört der Großloge der Alten Freien und Angenommenen Maurer von Deutschland an.
Die Eleusis ging aus den zwei Logen hervor, die 1741 von Markgraf Friedrich von Brandenburg-Bayreuth als Schlossloge (Januar, französischsprachig, Matrikel-Nummer: 6) und als Stadtloge (Dezember, deutschsprachig) gegründet worden waren und ist neben der Loge Absalom zu den drei Nesseln in Hamburg (1737, Matrikel-Nummer: 1), der Loge Zu den drei Schwertern und Asträa zur grünenden Raute in Dresden (1738, Matrikel-Nummer: 3) und der Loge Aux trois Globes in Berlin (1740, Matrikel-Nummer: 5, aus der sich dann die Große National-Mutterloge „Zu den drei Weltkugeln“ entwickelte) eine der ältesten noch arbeitenden Freimaurerlogen in Deutschland.
Der Eleusis zur Verschwiegenheit gehören heute mehr als 80 Mitglieder (Brüder) an.

## Gegenwart/Aktivitäten der Loge
Im Internetauftritt der Eleusis zur Verschwiegenheit ist Folgendes zu lesen:

„Jeder Freimaurer fühlt sich angesprochen von der Kant'schen Forderung "Habe Mut, dich deines Verstandes zu bedienen!" Dogmenfreies Denken und Überwindung der oftmals bestehenden Schranken und Vorurteile, das streben wir Freimaurer an.
Als ein Kreis von Männern aller Altersstufen, unterschiedlichster Herkunft und verschiedenster Anschauungen  versuchen wir, für uns das zu erreichen, was bereits vor zweieinhalb Jahrtausenden vom Besucher des klassischen Apollo-Tempels in Delphi verlangt wurde: Erkenne dich selbst.“

Demzufolge trifft sich die Bruderschaft regelmäßig zu Vortragsabenden (in denen nicht nur freimaurerische Themen bearbeitet werden, sondern auch Philosophie, Ethik, Geschichte, Religionen, Psychologie, Kultur, Umwelt und Natur als Gegenstand der Betrachtung dienen) mit anschließendem Gedankenaustausch, gemeinsamem Nachdenken und brüderlichem Gespräch, sozusagen das laut Denken mit dem Freund, sowie zu den rituellen freimaurerischen Arbeiten.
Beides, die Vortragsabende und die rituellen Arbeiten, dient der freimaurerischen Selbsterziehung, die bei einem selbst beginnt und dann nach außen, in die menschliche Gesellschaft hinein wirken soll. Diese Selbsterziehung ist ein offener Prozess, eine sich schrittweise entfaltende Lebenskultur.
Die Eleusis zur Verschwiegenheit gehört als Mitgliedsloge der Großloge der Alten Freien und Angenommenen Maurer von Deutschland von ihrer philosophischen Ausrichtung bzw. ihrer freimaurerischen Lehrart her zu den humanitären Freimaurerlogen.
„Humanitär“ im Sinne von religiös neutral bedeutet aber nicht anti-religiös oder atheistisch; vielmehr gibt es keine Festlegung auf eine bestimmte Religion oder Konfession; die individuellen Vorstellungen von Gott mögen alle verschieden sein, jeder Bruder Freimaurer soll den Glauben leben können und dürfen, der ihm als richtig erscheint, und ebenso soll er seinen Bruder in dessen Glauben tolerieren.
Daher kann die Freimaurerei insgesamt als solche auch keine Religion oder Religionsersatz sein, sie will es nicht und sie ist es auch nicht.
Freimaurer erkennen in der Welt, in allem Lebendigen und im sittlichen Bewusstsein der Menschen einen Schöpfergeist voll Weisheit, Stärke und Schönheit, ein weltordnendes Prinzip, das jeder Bruder individuell füllen kann.
In der Loge als Freundschaftsbund organisieren die Brüder gemeinsame kulturelle, gesellige und sportliche
Unternehmungen (Ausflüge, Radtouren, Sommerfest, …).

### Humanitätspreis
Die Freimaurerloge Eleusis zur Verschwiegenheit verleiht den mit 3000 € dotierten „Humanitätspreis“ an Personen oder Organisationen in Stadt und Landkreis Bayreuth, die sich durch überdurchschnittliches Engagement für ihre Mitmenschen auszeichnen. Dabei muss ihr Handeln der Menschenwürde und dem Gemeinwohl verpflichtet sein. Die Auszeichnung soll nicht nur humanitäres Engagement würdigen und unterstützen, sondern auch für grundlegende gesellschaftliche Werte werben und aufzeigen, wie humanitäres Engagement im Einzelfall aussehen kann. 2018 verlieh die Loge den Preis dem Frauenhaus Bayreuth.

## Geschichte

### 1741–1791: Markgräfliche Zeit

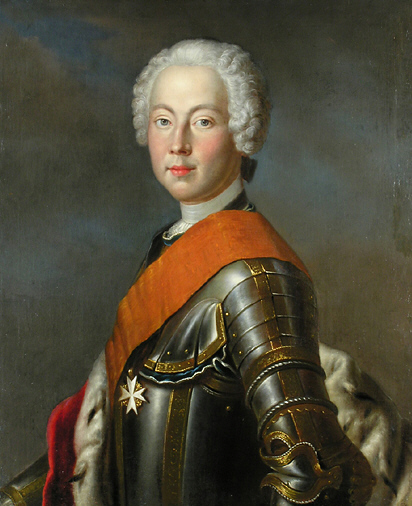
Markgraf Friedrich III. von Brandenburg-Bayreuth, der Stifter der beiden Bayreuther Schloss- und Stadtlogen und Meister vom Stuhl bzw. Großmeister derselben von 1741 bis 1763

Am 21. Januar 1741 stiftete Markgraf Friedrich von Brandenburg-Bayreuth eine in französischer Sprache arbeitende Schlossloge in Bayreuth und erhob sie zur „Großen Mutterloge“. Der Markgraf war und blieb deren Meister vom Stuhl bis zu seinem Tod. Im selben Jahr, am 4. Dezember 1741, wurde eine in deutscher Sprache arbeitende „Stadtloge“ eingesetzt. Beide Logen bekamen vom Markgrafen den Beinamen „Zur Sonne“ und beide bearbeiteten von Beginn an das Ritual des „einfachen altenglischen Systems“. Später arbeitete die Schlossloge für ein paar Jahre in einem „französischen Hochgradsystem“ mit 15 Graden (einer zeitweisen Vorliebe des Markgrafen folgend).
Durch einen Schlossbrand 1753 verlor die Schlossloge ihr Logenlokal. Markgraf Friedrich zahlte an die Stadtloge jährlich 60 Reichstaler als Miete für die Nutzung ihres Logenlokals. Zum weiteren Miteinander der beide Logen finden sich in den Quellen voneinander abweichende Darstellungen: entweder ging die Schlossloge nach dem Tod des Markgrafen 1763 in der Stadtloge auf („mit Übertragung aller Rechte“) oder beide Logen fusionierten bereits zum Johannisfest 1753, wobei der Meister vom Stuhl der Stadtloge weiterhin der Meister vom Stuhl der vereinigten Loge und Markgraf Friedrich weiterhin der Großmeister der Großen Mutterloge blieben. So oder so, die nun einzige Loge führte fortan den Namen „Freimaurerloge Zur Sonne“ in Bayreuth.
Von 1763 bis 1769 herrschte Markgraf Friedrich Christian, der Onkel des verstorbenen Markgrafen Friedrich, in Bayreuth. Er galt als religiöser „Schwärmer“ und war misstrauisch, seine Amtsgeschäfte waren verworren. Am 29. Dezember 1764 nahm die Loge das System der Strikten Observanz an. Da die Bruderschaft dies zwar beschlossen hatte (ob auf persönliches Betreiben des amtierenden Großmeisters und auf äußeren Druck), jedoch mit der damit verbundenen Kontrolle durch das altschottische Direktorium nicht einverstanden war, wurden die rituellen Arbeiten und förmlichen Tätigkeiten von Juli 1765 bis Januar 1779 eingestellt. Zwar hielten die Brüder insgeheim Versammlungen ab, führten aber kein Protokollbuch mehr. Ab 1779 arbeitete die Loge wieder offiziell und regelmäßig entsprechend den alten englischen Verordnungen. 1769 fiel das Markgrafentum Bayreuth an das Fürstentum Ansbach, der dortige Markgraf Alexander zog die Bayreuther Offiziere der Garde – und damit viele Brüder in leitenden Logenfunktionen – nach Ansbach ab, in Bayreuth blieben nur wenige Brüder übrig.

### 1791–1810: Unter preußischer Obödienz
Mit dem Verkauf der Markgraftümer Ansbach-Bayreuth an Preußen 1791 kam Bayreuth zum Königreich Preußen. Dem königlich-preußischen Edikt vom 20. Oktober 1798 folgend, demgemäß sich alle Logen innerhalb des Preußischen Herrschaftsgebiets einer der drei anerkannten Berliner Mutterlogen unterordnen mussten, schloss sich die Loge „Zur Sonne“ in Bayreuth am 4. Juli 1800 dem System der Großen Loge von Preußen genannt „Royal York zur Freundschaft“ an. Dabei übernahm sie das „Feßlersche System“, das von Johann Gottlieb Fichte und Ignaz Aurelius Feßler für die Große Loge von Preußen genannt „Royal York zur Freundschaft“ erstellt worden war.
1806 wurde das ehemalige Markgraftum Bayreuth von französischen Truppen besetzt und 1807 im Frieden von Tilsit an das französische Kaiserreich angegliedert, die bestehenden Verbindungen nach Berlin dadurch unterbrochen. Da abzusehen war, dass Franken nicht mehr nach Preußen zurückkehren würde, wurden seitens der Loge „Zur Sonne“ in Bayreuth vertrauliche Absprachen mit der Loge „Zum Morgenstern“ (gegründet 1799) und der Loge „Zur goldenen Waage“ (gegründet 1804), beide in Hof, und der Loge „Zur Wahrheit und Freundschaft“ (gegründet 1803) in Fürth unternommen, um die Großloge Zur Sonne wieder zu reaktivieren. Am 4. Dezember 1807 wurde dann auch der Loge „Zur Sonne“ seitens der Großen Loge von Preußen genannt „Royal York zur Freundschaft“ ein Konstitutionspatent als „Große Provinzialloge“ ausgestellt und am 6. Februar 1808 übersandt, für den Fall, dass sich die fränkischen Logen von Berlin trennen müssten. Dies geschah 1810, als das ehemalige Fürstentum Bayreuth an das Königreich Bayern fiel, das am 30. Juni desselben Jahres davon Besitz nahm. Als Konsequenz lockerte die Loge „Zur Sonne“ in Bayreuth mit Schreiben vom 20. Juli 1810 ihre Bindung zur Großen Loge von Preußen genannt „Royal York zur Freundschaft“.

### 1810–1933: In der Großen Provinzialloge/Großloge Zur Sonne
Die Loge „Zur Sonne“ in Bayreuth konstituierte sich – unter Berufung auf das durch die Große Loge von Preußen genannt „Royal York zur Freundschaft“ erteilte Patent – am 27. September 1810 als „Große Provinzialloge Zur Sonne“,  und gründete Anfang 1811 mit den Logen in Hof und in Fürth die Große Provinzialloge Zur Sonne. Da die neugegründete Großloge den Namen der Bayreuther Loge übernahm, benötigte diese nun einen neuen Namen. Die Bayreuther Brüder entschieden sich für Eleusis zur Verschwiegenheit.
Mittels einer königlichen Verordnung vom 13. September 1814 wurde allen Staatsdienern die Mitgliedschaft in „geheimen Gesellschaften“ verboten. Dadurch verlor die Eleusis zur Verschwiegenheit etwa 50 Brüder, darunter den amtierenden Meister vom Stuhl und einen Großteil der Beamten. Am 29. September 1829 änderte die „Große Provinzialloge Zur Sonne“ ihren Status und ihren Namen von einer „Großen Provinzialloge“ in eine „Großloge“ und nahm unter Anerkennung der deutschen Großen Logen wieder ihre alten Rechte unter dem Namen Großloge „Zur Sonne“ an.
Auf Antrag der Bayreuther Loge Eleusis zur Verschwiegenheit in der Konferenz der Großen Loge vom 28. Dezember 1862 wurden die Rituale und Gesetze der Großloge Zur Sonne von Bruder Johann Caspar Bluntschli aus Heidelberg überarbeitet und ab 1868 verwendet.
Seit langem waren auch Juden Mitglieder der Loge. Der Kaufmann Heinrich Cahn, der ein Geschäft in der Richard-Wagner-Straße betrieb, gehörte ab 1910 dazu und wurde 1913 in den Meistergrad erhoben. Seite an Seite mit christlichen Soldaten kämpft er im Ersten Weltkrieg als Angehöriger des Bayreuther Landsturm-Bataillons in Belgien. Während des Ersten Weltkriegs gründeten deutsche Freimaurer die Feldloge „Zum eisernen Kreuz“ in Lüttich. Adolf Hetzel und Heinrich Cahn, die Mitglied der Eleusis zur Verschwiegenheit waren, besuchten gemeinsam die Logen des belgischen Großorients in Lüttich. Diesen Besuch nahm der Autor Friedrich Hasselbacher in seiner Schrift Hoch- und Landesverrat der Feldlogen im Weltkriege zum Anlass, um den Freimaurern mangelndes Nationalbewusstsein und die Mitgliedschaft von Juden in ihren Reihen zu unterstellen (siehe auch:Feldlogen im Kontext der Dolchstoßlegende).

### 1933–1945/1947: „Dunkle“ Zeit
Ab der zweiten Hälfte der 1920er Jahre kam es immer wieder zu Anfeindungen der Freimaurerei in der Gesellschaft, z. B. durch die Deutsche Adelsgesellschaft, durch die Deutschen Burschenschaften oder durch sogenannte völkische Gruppierungen. Einer der Hauptagitatoren war der ehemalige General Erich Ludendorff.
Aufgrund des immer größer werdenden Drucks und um einem Verbot der Freimaurerei durch die nationalsozialistischen Machthaber zuvorzukommen, fand die letzte rituelle Arbeit am 14. April 1933 statt, in der nach 192 Jahren die „Lichter gelöscht“ und die Loge geschlossen wurden. Von zwei Gestapo-Männern bewacht, war neben dem Meister vom Stuhl Karl Dürr auch Heinrich Cahn anwesend. Die Eleusis zur Verschwiegenheit als bürgerlicher Verein löste sich am 18. April 1933 auf (nicht einmal vier Wochen nach dem Ermächtigungsgesetz vom 24. März 1933) bzw. benannte sich in „Gesellschaft zur Heimatpflege e. V.“ um, in der auch Frauen Mitglieder werden konnten. Diese „neue“ Gesellschaft bestand nur bis zum 6. März 1934.  Am 2. September 1936 erklärten die nationalsozialistischen Machthaber alle 11 Großlogen und 33 ähnliche Verbände für aufgelöst.
Heinrich Cahn gehörte zu den 23 jüdischen Männern, die im Zuge der Novemberpogrome am 10. November 1938 für acht Tage in „Schutzhaft“ genommen wurden. Am 18. Januar 1939 nahm er sich das Leben.

### 1945/1947 bis heute: Reaktivierung in der Großloge der A.F.u.A.M.v.D.
Im Juli 1945 gab es erste Bestrebungen, die Bayreuther Freimaurerloge zu reaktivieren. Am 2. Dezember 1945 wurde die Eleusis zur Verschwiegenheit (inoffiziell) rekonstruiert; das Bayerische Innenministerium (bzw. die amerikanische Militärbehörde) genehmigte nämlich erst am 7. Dezember 1946 die Gründung von Logen, wobei die Richtlinien dazu noch später, im April 1947, bekannt gegeben wurden. Die förmliche Lizenzierung der Loge erfolgte am 14. Januar 1948. Im Mai 1947 zählte die Loge wieder 56, im September 1948 bereits 84 Brüder.
Auch für die Wiederbelebung der Großloge Zur Sonne wurde durch Bernhard Beyer bereits im September 1945 den amerikanischen Besatzungsbehörden ein detaillierter Plan in Form einer Bayerischen Großloge vorgelegt, die Lizenzierung aber nicht zeitnah gewährt; die Großloge wurde (erst) am 21. Januar 1948 als „Großloge Zur Sonne für Bayern“ offiziell reaktiviert. Ihr gehörten die Eleusis zur Verschwiegenheit und alle anderen bayerischen Logen als Tochterlogen an. Im August 1948 wurde das Logenhaus durch die US-Behörden an die Loge zurückgegeben, am 14. September 1948 fand dort die erste rituelle Arbeit statt.
Die Großloge Zur Sonne für Bayern ging am 19. Juni 1949 zusammen mit ihren Mitgliedslogen in der Vereinigten Großloge von Deutschland auf, der heutigen Großloge der Alten Freien und Angenommenen Maurer von Deutschland.
1960 half die Loge Eleusis zur Verschwiegenheit amerikanischen Freimaurern, die als Soldaten oder Zivilisten auf dem Truppenübungsplatz in Grafenwöhr und bei der amerikanischen Waffenschule in Vilseck stationiert waren, dabei, eine eigene Loge, die Pyramid Lodge (American Canadian Grand Lodge), zu gründen. 1991 wurde das 250-jährige Bestehen mit einem großen Festakt im Markgräflichen Opernhaus gefeiert.

## Das Bayreuther Logenhaus mit Freimaurer-Museum
Die ersten Logenlokale waren das Alte Schloss für die Schlossloge von 1741 bis 1753 und der Gasthof „Zum Goldenen Adler“ für die Stadtloge ab 1741 sowie von 1758 bis 1779 das „Bayerische Haus“. Nach der Strikten Observanz fanden die Arbeiten von 1779 bis 1792 in Räumlichkeiten des neuen Schlosses statt (das nach dem Verkauf des Markgraftums Ansbach-Bayreuth an Preußen geräumt werden musste, um einem Archiv Platz zu machen). In den folgenden Jahren hatte die Loge erst einmal kein festes Logenlokal. Von 1800 bis 1849 traf man sich dann im Gasthof „Zur Sonne“.
1849 bezog die Eleusis zur Verschwiegenheit, und mit ihr die Großloge Zur Sonne, ein eigenes Logenhaus, die ehemalige markgräfliche Hühnerbrüterei.
Dieses Haus wurde etwa 30 Jahre später abgerissen, um einem Neubau Platz zu machen. Dieses neue Logengebäude wurde im August 1881 feierlich eingeweiht. Schon bald war dieses Haus zu klein für die Loge und die Großloge. Am 28. August 1881 wurde an gleicher Stelle, nach Abriss der Hühnerbrüterei, das jetzige Logenhaus eingeweiht, das der Bayreuther Baumeister und Architekten Johann Carl Wölfel entworfen hatte. Finanziert wurde dieser Neubau durch einen Baufonds, der von dem Bayreuther Magistratsrat und Bruder Jacob Krück initiiert worden war.

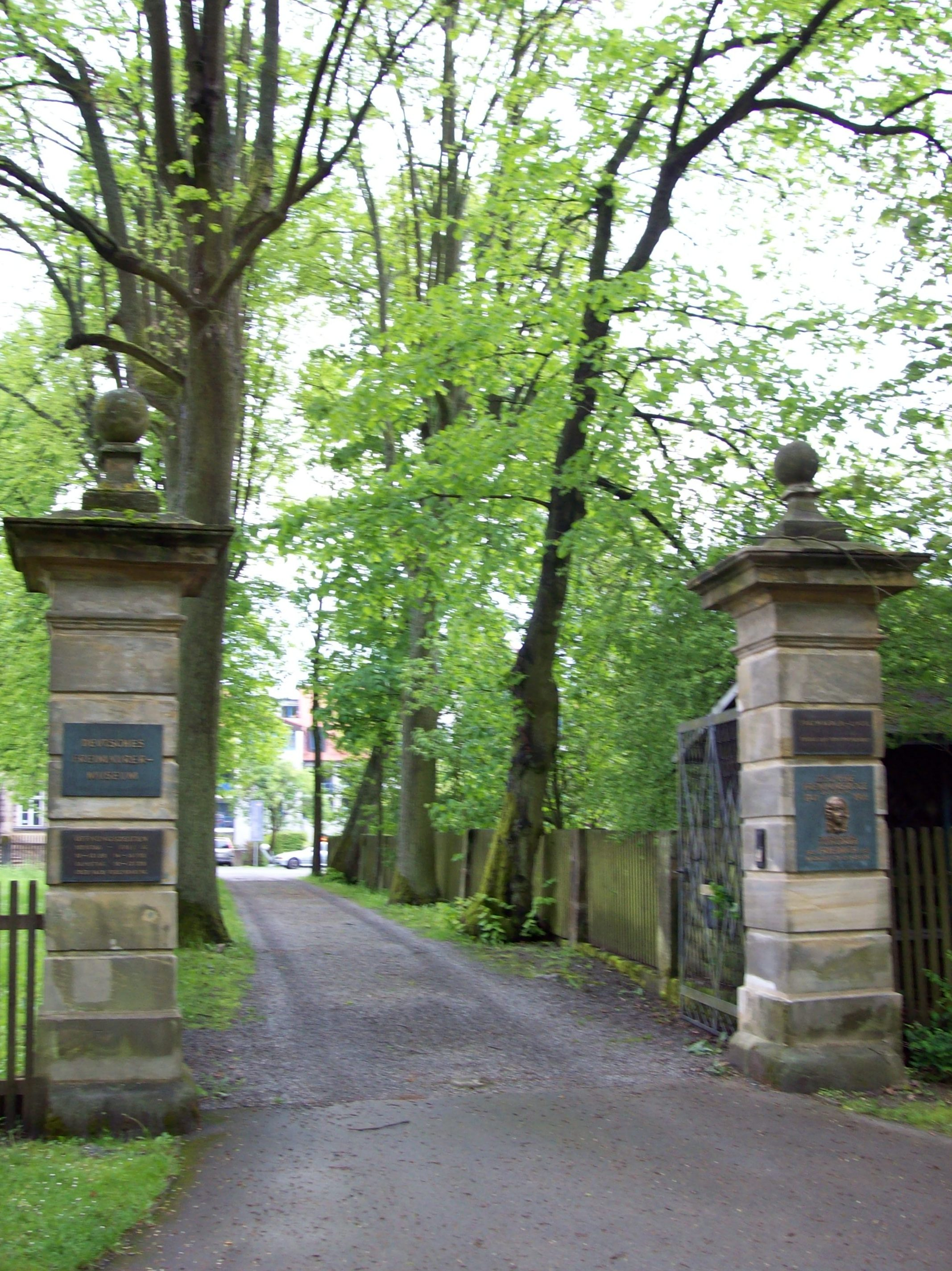
Eingang, vom Hofgarten aus
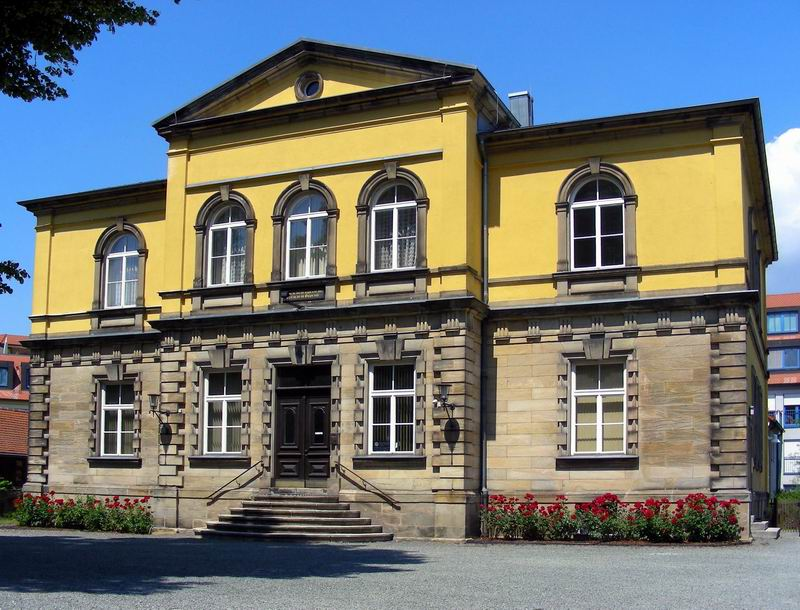
Direkter Blick
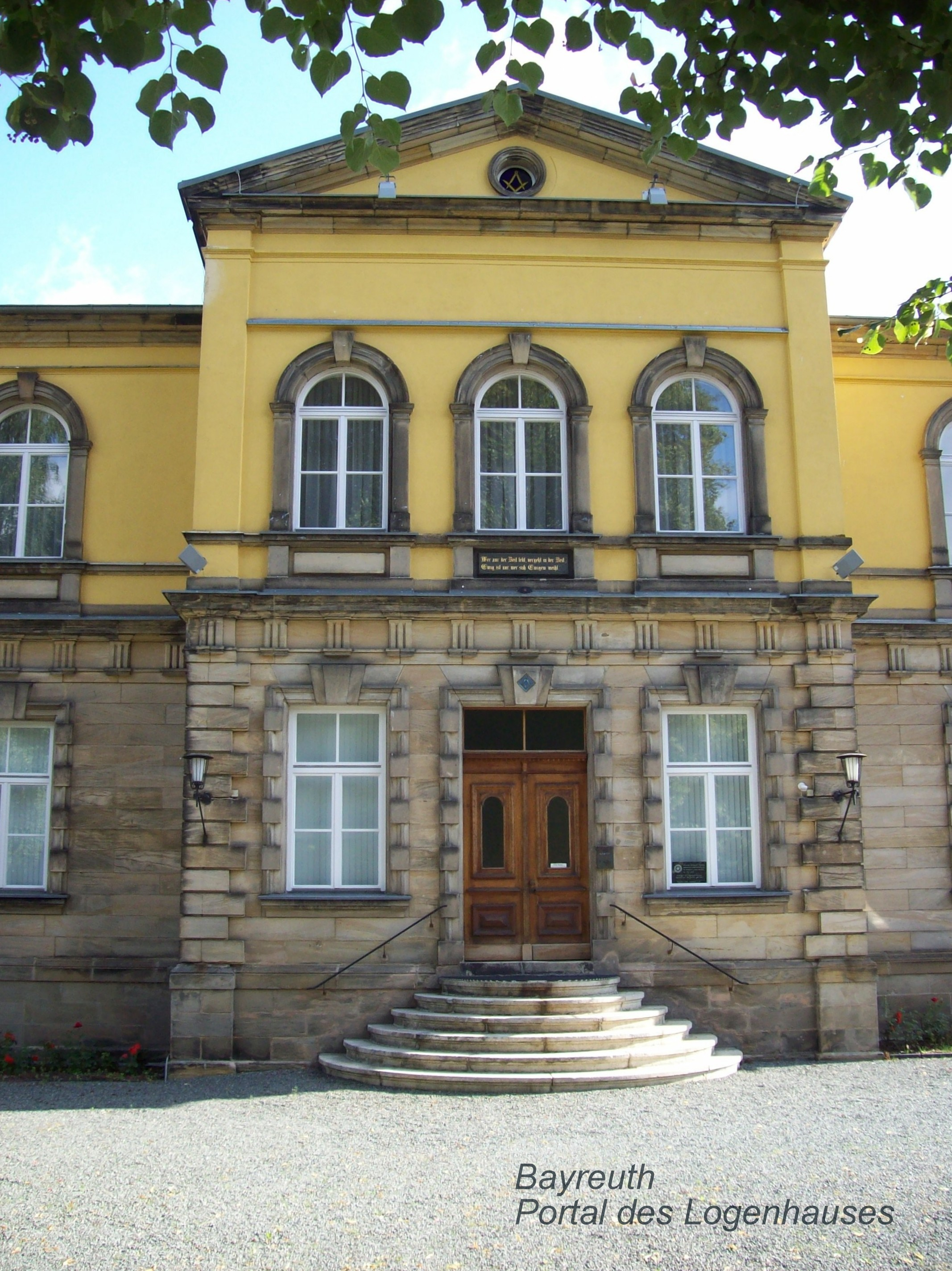
Das Portal
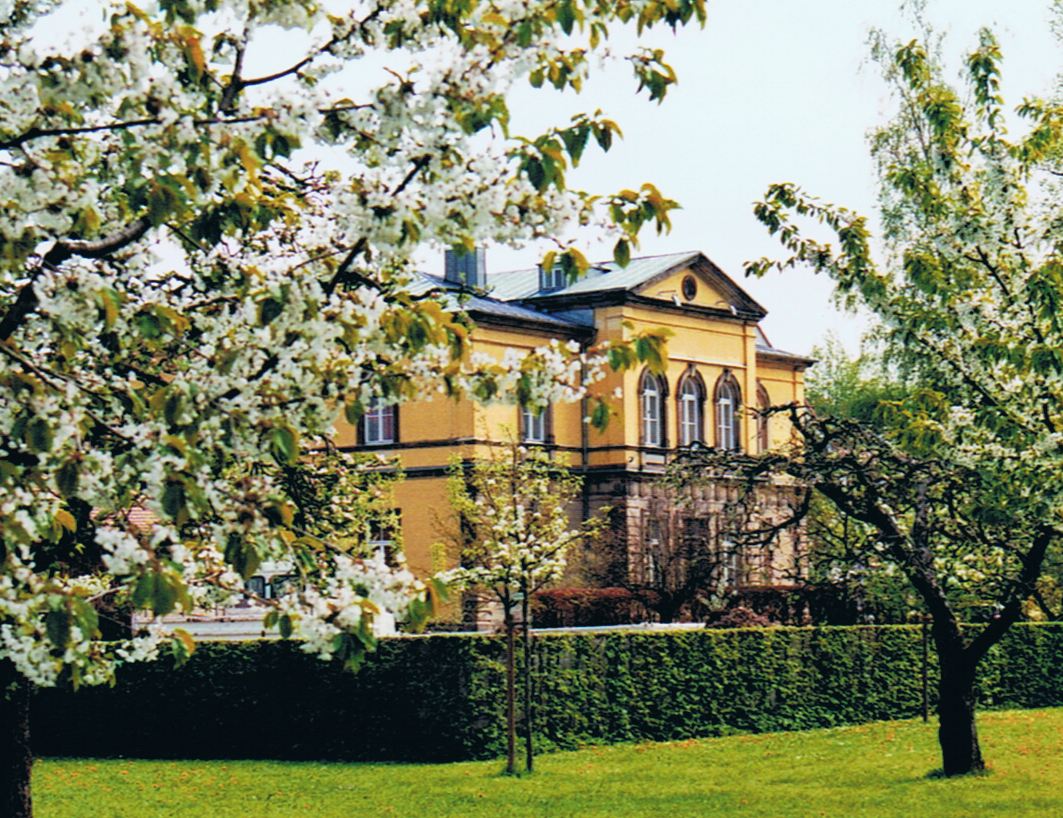
Blick vom Hofgarten aus, im April
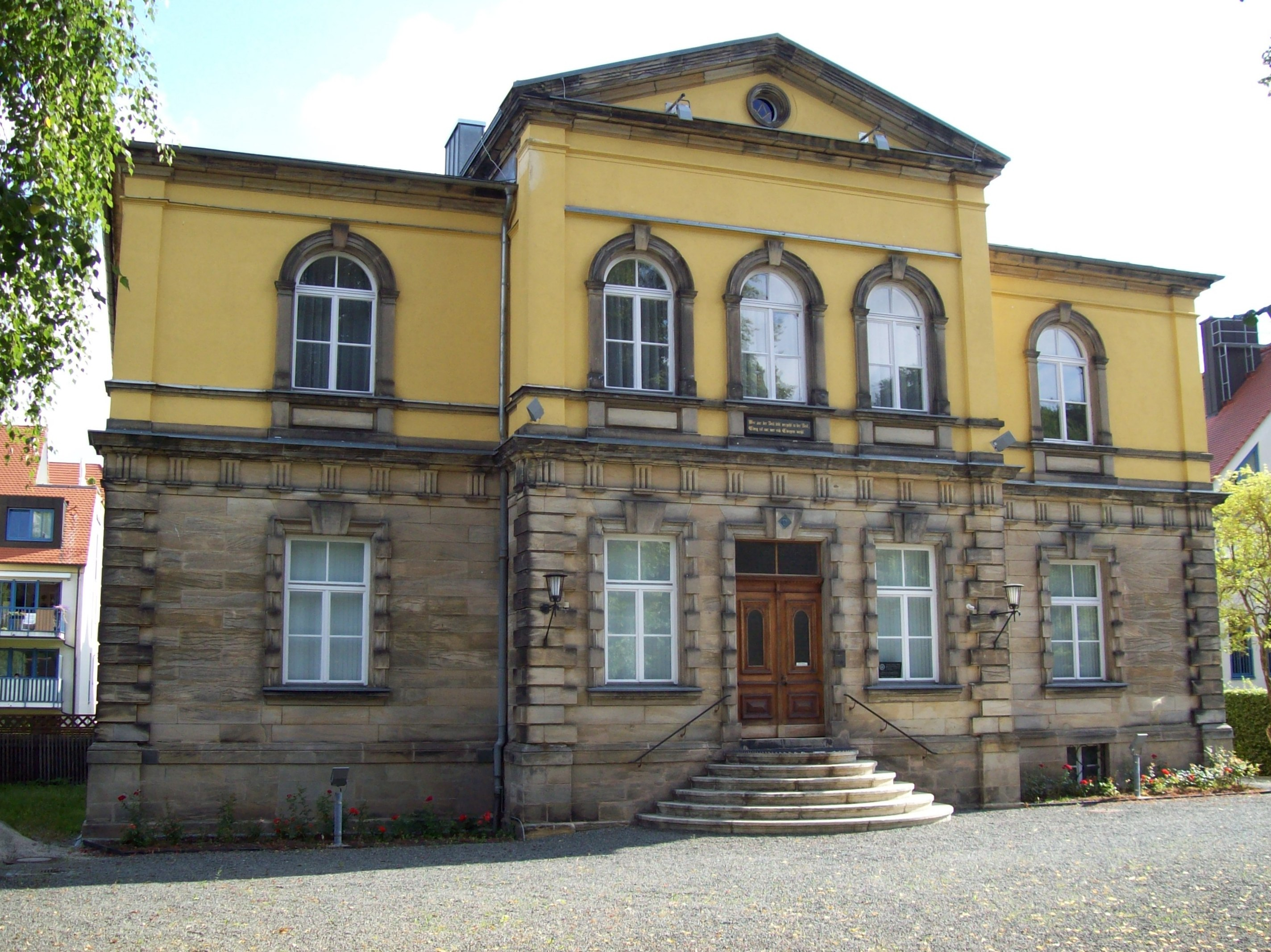
Direkter Blick
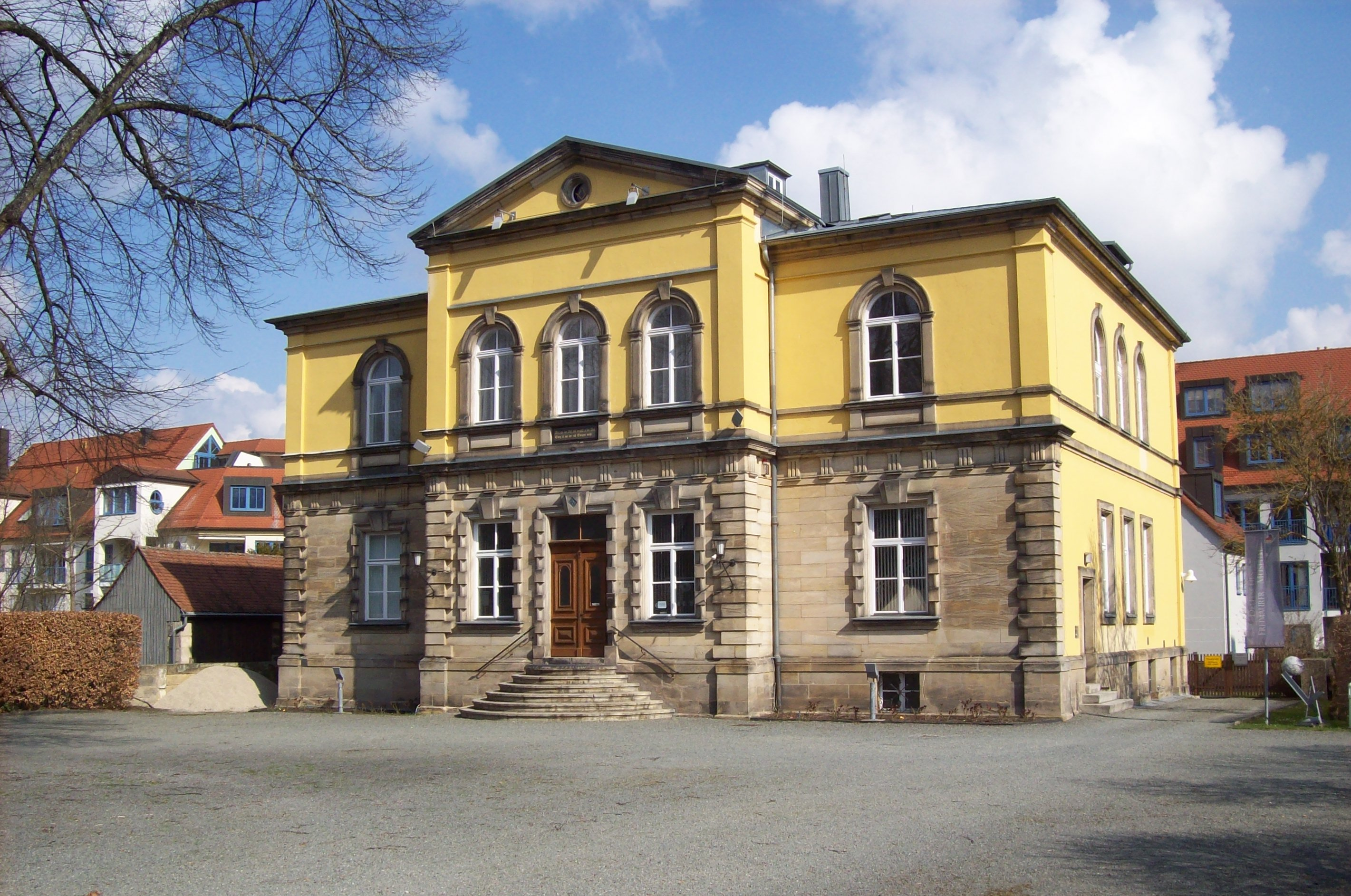
Direkter Blick

Auf dem Großlogentag in Konstanz im Mai 1902 wurde die Anregung des Meisters vom Stuhl der Bayreuther Loge, dem Buchhändler Georg Niehrenheim, aufgenommen und genehmigt, im Bayreuther Logenhaus das Bayreuther Großlogenmuseum, das heutige Deutsche Freimaurer-Museum zu gründen. Die dort aus älterer Zeit stammenden und gesammelten 168 freimaurerischen Gebrauchsgegenstände/Masonica dienten dabei als Grundstock. Durch einen regen Austausch von Geschenken mit allen deutschen Logen bzw. Bitten um Gaben für das Museum zählte die Sammlung im Jahre 1903 bereits 650 Exponate. Bernhard Beyer übernahm 1913 die Leitung des Museums und begann, es auszubauen. Er initiierte auch die Freimaurerbibliothek und 1921 den „Geschichtlichen Engbund zur historischen Erforschung der Freimaurerei“ des Freimaurermuseums der Großloge „Zur Sonne“, der als Vorläufer der 1951 gegründeten freimaurerischen Forschungsgesellschaft „Quatuor Coronati“ gilt.
Nach der Selbstauflösung der Freimaurerloge Eleusis zur Verschwiegenheit und der Großloge „Zur Sonne“ wurde das Logenhaus (inklusive Museum, Archiv und Bibliothek) von den Nationalsozialisten im September 1933 geplündert, später beschlagnahmt und 1935 enteignet. Danach wurde das Haus von der Nationalsozialistischen Volkswohlfahrt (NSV) genutzt. Zudem diente es als Kindergarten und dem Bund Deutscher Mädel als Quartier.
Nach dem Krieg wurde das Logenhaus bis zur Rückgabe 1948 als Wohnungsamt genutzt. Seit 1955 ist das Deutsche Freimaurer-Museum wieder der Öffentlichkeit zugänglich. 1959 gingen die Bestände der Bayreuther Freimaurerbibliothek durch Verkauf an die Großloge und das Museum über.
Das Logenhaus ist heute ein vom Bayerischen Landesamt für Denkmalpflege anerkanntes Baudenkmal.

## Meister vom Stuhl
Die Quellen, auf denen die hier angeführte Liste beruht, geben teilweise widersprüchliche Informationen (z. B. Schreibweise der Namen oder einzelne Jahreszahlen). Es wurde im Folgenden versucht, eine konsistente und einheitliche Darstellung wiederzugeben. Da sich in der Freimaurerei als Freundschaftsbund alle Mitglieder als „Brüder“ auf gleicher Ebene begegnen, wurde in der folgenden Aufstellung bewusst auf die Nennung von Adelstiteln und akademischen Graden verzichtet, dem hier wiedergegebenen Zitat folgend:

„Laßt Rang und Stoltz und Ehren-Stellen, Gold, eiteln Dünkel, Pracht und Glück, bevor ihr diese heilgen Schwellen betretet, an der Thür zurück!
Und hoffet andern Vorzug nicht, als den die Tugend euch verspricht.“

### Schlossloge
- 1741–1763: Friedrich III. von Brandenburg-Bayreuth

### Stadtloge/Freimaurerloge Zur Sonne
- 1741–1756: Friedrich Wilhelm von Gleichen-Rußwurm
- 1756–1762: Johann Friedrich Wilhelm von Metzsch
- 1762–1763: Johann Anton von Meyern
- 1763–1765: Johann Friedrich Wilhelm von Metzsch
- 1765–1779: Johann Friedrich Wilhelm von Metzsch, als altschottischer Obermeister (Strikte Observanz)
- 1779–1787: Dietrich Ernst Georg Spiegel von Pickelsheim
- 1787–1788: Carl Friedrich Wilhelm von Völderndorff und Warein
- 1788–1790: Carl Christoph Ernst von Giech
- 1790–1791: Johann Friedrich Wilhelm von Metzsch
- 1791–1797: Carl Christoph Ernst von Giech
- 1797–1800: Friedrich Ernst von Schirnding
- 1800–1803: Carl Friedrich Wilhelm von Völderndorff und Warein
- 1803–1806: Carl Christoph Ernst von Giech
- 1806–1810: Cäsar Ludwig Zacharias Schunter

### Eleusis zur Verschwiegenheit
- 1810–1815: Cäsar Ludwig Zacharias Schunter
- 1815–1819: Johann Georg Franz Simon
- 1819–1820: Johann Carl Heinrich von Paschwitz
- 1820–1821: Phillip Eisenbeiß
- 1821–1837: Friedrich Carl Münch
- 1837–1839: Friedrich Christian Birner
- 1839–1848: Johann Andreas Schneider
- 1848–1851: Friedrich (von) Feustel
- 1851–1856: Carl Kolb
- 1856–1857: Friedrich (von) Feustel
- 1857–1858: Johann Georg Lauterbach
- 1858–1861: Wilhelm Ludwig Albert Redlich
- 1861–1862: Friedrich (von) Feustel
- 1862–1868: Wilhelm Ludwig Albert Redlich
- 1868–1869: Alexander Puschkin
- 1869–1872: Johann Georg Lauterbach
- 1872–1875: Wilhelm Ludwig Albert Redlich
- 1875–1881: Carl Kolb
- 1881–1884: Carl Hahn
- 1884–1886: Julius Bayerlein
- 1886–1887: Carl Schüller
- 1887–1894: Johann Friedrich Engel
- 1894–1895: Carl Hahn
- 1895–1896: Johann Friedrich Engel
- 1896–1900: Heinrich Behr
- 1900–1902: Georg Nierenheim
- 1902–1905: Johann Friedrich Engel
- 1905–1908: Alexander Schilling
- 1908–1911: Carl Kesselring
- 1911–1917: Wilhelm Brunner
- 1917–1919: Wilhelm Ficht
- 1919–1923: Hans Weiß
- 1923–1927: Alfred Seeberger
- 1927–1929: Ludwig Keil
- 1929–1930: Christian Wörrlein
- 1930–1933: Karl Dürr

- 1933–1945/1947: – – –

- 1945/1947–1956: Alfred Seeberger
- 1956–1958: Walter Winckelmann
- 1958–1959: Alfred Seeberger
- 1959–1961: Bernhard Eichner
- 1961–1963: Adam Hereth
- 1963–1967: Bernhard Eichner
- 1967–1969: Alfred Gabler
- 1969–1975: Karl-Ernst Ritter
- 1975–1979: Axel John
- 1979–1982: Lothar Wolters
- 1982–1984: Axel John
- 1984–1990: Ludwig Seeliger
- 1990–1996: Claus Peter Klier
- 1996–1999: Thomas Kaulbach
- 1999–2002: Claus Peter Klier
- 2002–2005: Rudi Birkle
- 2005–2010: Dieter Heinold
- 2010–2012: N. N.
- 2012–2014: N. N.
- 2014–2018: Stefan Kunnert
- 2018–2024: N. N.

## Bekannte Mitglieder
Die hier angeführte Aufzählung erhebt keinen Anspruch auf Vollständigkeit, die Anordnung erfolgte nach dem Geburtsjahr. Auch hier wurde versucht, aus den unterschiedlichen Quellen eine einheitliche und konsistente Darstellung wiederzugeben.
- Daniel de Superville (* 2. Dezember 1696 in Rotterdam; † 16. November 1773 ebenda): Mediziner und erster Kanzler der Friedrich-Alexander-Universität Erlangen-Nürnberg
- Joseph Saint-Pierre (* um 1709; † 21. Juli 1754 in Bayreuth): französischer Architekt und Bayreuther Hofbauinspektor
- Friedrich III. von Brandenburg-Bayreuth (* 10. Mai 1711 in Weferlingen; † 26. Februar 1763 in Bayreuth): Markgraf des fränkischen Fürstentums Bayreuth
- Carl Philipp Christian von Gontard (* 13. Januar 1731 in Mannheim; † 23. September 1791 in Breslau): Architekt
- Johann Maximilian von Streit (* 1752 in Creußen; † 9. Mai 1833 in Weißenfels): Militär
- Johann Salomo Christoph Schweigger (* 8. April 1779 in Erlangen; † 6. September 1857 in Halle an der Saale): deutscher Physiker und Chemiker
- Sophian Kolb (* 14. Juli 1793 in Bayreuth; † 13. Oktober 1866 ebenda): Unternehmer, Begründer der Flachsspinnerei in Laineck als staatlich geförderte bayerische Musteranstalt, tragende Figur bei der Anbindung Bayreuths an das Eisenbahnnetz
- Carl Kolb (* 14. Juli 1824 in Bayreuth; † 28. November 1895 ebenda): Unternehmer und Gründer einer Anzahl von Wohlfahrtseinrichtungen (Speisehaus, Kindergarten, sozialer Wohnungsbau, Pensionskasse, Sparkasse), sowie der „Höheren Töchterschule“ (heutiges Richard-Wagner-Gymnasium)
- Friedrich (von) Feustel (* 21. Januar 1824 in Egern am Tegernsee; † 12. Oktober 1891 in Bayreuth): deutscher Bankier, Reichstagsabgeordneter und bedeutender Förderer der Bayreuther Festspiele
- Gottfried Joseph Gabriel Findel (* 21. Oktober 1828 in Kupferberg; † 23. November 1905 in Leipzig): (freimaurerischer) Schriftsteller und Verleger
- Julius Bayerlein (* 23. Januar 1838 in Bayreuth; † 24. Mai 1899 ebenda): Unternehmer und Mitglied des Deutschen Reichstags
- Carl Schüller (* 16. März 1847 in München; † 14. August 1923 in Bayreuth): Bankier, Vorsitzender der Handelskammer und Mitbegründer der Neuen Spinnerei
- Carl Heinrich Theodor Burger (* 14. März 1848 in Bayreuth; † 9. Februar 1915 ebenda): Kaufmann und Magistratsrat; auf seine Initiative hin wurde im Juli 1891 das Fernsprechnetz Bayreuth eingerichtet.
- Leopold von Casselmann (* 29. Juni 1858 in Fischbeck (Hessisch Oldendorf); † 23. Mai 1930 in Bayreuth) : Oberbürgermeister der Stadt Bayreuth, Reichstags- und Landtagsabgeordneter
- Bernhard Beyer (* 31. Mai 1879 in Laage; † 31. Mai 1966 in Bayreuth): Nervenarzt; er begründete u. a. die Forschungsgesellschaft bzw. die Forschungsloge Quatuor Coronati e. V. in Bayreuth
- Konrad Pöhner (* 24. Juli 1901 in Bayreuth; † 24. September 1974 ebenda): Staatsminister, Baugeschäftsinhaber, Förderer der Bayreuther Universität